# Сири (Польща)
Сири (пол. Syry) — село в Польщі, у гміні Камйонка Любартівського повіту Люблінського воєводства.
Населення — 350 осіб (2011).

## Демографія
Демографічна структура станом на 31 березня 2011 року:
|          | Загалом | Допрацездатний вік | Працездатний вік | Постпрацездатний вік |
| -------- | ------- | ------------------ | ---------------- | -------------------- |
| Чоловіки | 179     | 49                 | 105              | 25                   |
| Жінки    | 171     | 33                 | 90               | 48                   |
| Разом    | 350     | 82                 | 195              | 73                   |